# 贾森·奎利
贾森·奎利（英語：Jason Queally，1970年5月11日—），英国男子自行车运动员。他曾代表英国参加2000年和2004年夏季奥林匹克运动会自行车比赛，其中2000年奥运会获得一枚金牌和一枚银牌。